# Yuma Hiroki
Yuma Hiroki (født 23. juli 1992) er en japansk fodboldspiller, som spiller for den japanske fodboldklub Fagiano Okayama.